# Mick Beddoes
Pour les articles homonymes, voir Beddoes.
Mick Malcolm Millis Beddoes, né le 3 juillet 1951 à Lautoka, est un homme politique fidjien. Il a longtemps été à la tête du Parti des peuples unis (PPU, en anglais United Peoples Party), et deux fois chef de l'opposition parlementaire. 

## Vie professionnelle
Après sa scolarisation dans le secondaire, il devient vendeur de voitures, réceptionniste d'hôtel, puis manager de divers hôtels. En 1978, il fonde la compagnie touristique Sun Tours Fiji, puis Coral Sun Fiji en 2000 ; il s'en sépare en 2005.

## Vie politique

### United Peoples Party
Dans sa jeunesse, il s'engage auprès du Parti de l'Alliance (droite modérée) de Kamisese Mara, et en devient le chef de campagne régional à Nadi.
Aux élections de 2001, après la dislocation de l'Alliance, il est élu député de la circonscription Centre-Ouest des « électeurs généraux ». Dans le cadre d'un système électoral alors fondé sur les différentiations ethniques, l'étiquette « électeurs généraux » englobe les citoyens qui ne font ni partie de la majorité autochtone, ni de la minorité indo-fidjienne : citoyennes d'origine européenne, chinoise, banabienne… Le Parti des peuples unis (PPU, United Peoples Party) dirigé par Mick Beddoes est le principal représentant politique de ces minorités. Beddoes est lui-même le descendant d'immigrés gallois.
D'octobre 2002 à décembre 2004, il est chef de l'opposition officielle, face au gouvernement conservateur de Laisenia Qarase, qui inclut aussi des membres du Parti travailliste. Les Travaillistes constituent ensuite l'opposition officielle à partir de fin 2004. Beddoes conserve son siège de député aux élections de mai 2006, et devient à nouveau chef de l'opposition,. En décembre 2006, le gouvernement Qarase est renversé par un coup d'État militaire. Le Parlement est suspendu, de même que la fonction de chef de l'opposition. Beddoes insiste néanmoins pour « continuer d'exercer ses responsabilités de chef de l'opposition dans la situation actuelle », et commente régulièrement les actions du gouvernement militaire,,.

### Sodelpa
Pour les élections législatives de septembre 2014, qui visent à restaurer la démocratie après huit ans de gouvernement militaire, Mick Beddoes se porte candidat sous les couleurs du parti conservateur Sodelpa. Il n'est pas élu. En juillet 2018, il participe à la fondation du Parti de l'espoir, qui n'obtient que 0,62 % des voix et aucun siège aux élections législatives en novembre.

## Netball
Beddoes a également été président de la World Netball Company, et président du comité d'organisation des Championnats du monde de netball de 2007, qui devaient se tenir aux Fidji mais ont été annulés en raison du coup d'État de 2006,.